# Руй Боржеш
Руй Мануел Гоміш Боржеш (порт. Rui Manuel Gomes Borges, нар. 7 липня 1981, Мірандела) — португальський футболіст, що грав на позиції півзахисника, переважно вінгера, в низці португальських клубів По завершенні ігрової кар'єри — тренер. З 2024 року очолює тренерський штаб команди «Спортінг». Як тренер — чемпіон Португалії та володар Кубка Португалії.

## Ігрова кар'єра
Руй Боржеш народився 1981 року в місті Мірандела, та є вихованцем футбольної школи клубу «Мірандела». У 2000 році Боржеш розпочав грати за команду «Браганса», в якій виступав до 2001 року, а з 2001 до 2002 року грав у складі команди «Паредес». У 2002—2004 роках футболіст грав у другій команді клубу «Брага», після чого перейшов до клубу «Мірандела». У 2005—2007 роках вінгер знову виступав у клубі «Браганса», після чого в 2007—2008 роках грав у складі клубу «Трофенсі».
У 2008 році Руй Боржеш став гравцем клубу «Морейренсе», в якому виступав до 2009 року, після чого до 2012 року знову грав у складі клубу «Мірандела». Протягом 2012—2013 років футболіст грав у складі клубу «Фамалікан», після чого до 2015 року грав у складі клубів «Фреамунде» та «Браганса». У 2015 році Боржеш знову став гравцем клубу «Мірандела», у складі якого в 2017 році завершив виступи на футбольних полях.

## Кар'єра тренера
Відразу ж по завершенні кар'єри гравця Руй Боржеш розпочав тренерську кар'єру, в 2017 році очоливши тренерський штаб свого останнього клубу «Мірандела», де працював до 2019 року. У 2019—2020 роках колишній футболіст очолював тренерський штаб клубу «Академіку» (Візеу).
У 2020 році Руй Боржеш став головним тренером команди «Академіка», проте на початку 2021 року покинув свій пост. З 2021 до 2022 року тренер працював із клубом «Насіунал». У 2022 році Боржеш став головним тренером клубу «Вілафранкенсе», після чого 3 місяці в 2023 році очолював клуб «Мафра». У цьому ж році тренер перейшов на роботу до клубу «Морейренсе», де працював до травня 2024 року.
У травні 2024 року Руй Боржеш став головним тренером клубу «Віторія» (Гімарайнш), з яким провів успішний виступ у Лізі конференцій. Після успішного виступу з клубом «Віторія» в грудні 2024 року Боржеш отримав запрошення до одного з найсильніших португальських клубів «Спортінг», який привів до перемоги в чемпіонаті та володар Кубку Португалії.

## Титули і досягнення

### Як тренера
- Чемпіон Португалії (1):

«Спортінг»: 2024–2025
- Володар Кубка Португалії (1):

«Спортінг»: 2024–2025